# Diospyros tireliae
Diospyros tireliae är en tvåhjärtbladig växtart som beskrevs av Frank White. Diospyros tireliae ingår i släktet Diospyros och familjen Ebenaceae. Inga underarter finns listade i Catalogue of Life.